# 白乐镇
白乐镇，是中华人民共和国河北省张家口蔚县下辖的一个乡镇级行政单位。

## 行政区划
白乐镇下辖以下地区：
白乐四村、白乐一村、白乐二村、白乐三村、白乐五村、马军庄村、会子里村、东高庄村、前堡村、后堡村、方碾村、统军庄村、尹家皂村、三河碾村、北柳枝水村、南柳枝水村、东樊庄村、满井村、天照疃北堡村、天照疃村、黎元小庄村、黎元下堡村和章家窑村。